# 二級上将
二級上将（にきゅうじょうしょう）は、中華民国軍での階級で、他国軍の大将に相当する。

## 概要
国民革命軍はそれまで大日本帝国軍同様、将官・校官(日本語の佐官に相当)・尉官共に3等制を採ってきたが、1935年4月に一級と二級に分離され新たに制定された。中華民国国軍では主に陸軍・海軍・空軍各総司令、副参謀総長執行官、副参謀総長(2名)、国防大学校長が充てられた。
2001年には、アメリカ軍にならって准将を新設し、上将の一・二級分離を改める案も提示された。この案は実現しなかったが、参謀総長は一級上将から二級上将への指定職に降格、副参謀総長も中將の指定職に降格が各・決定された。
軍制度の規定変更は、2015年以降に実施予定だったが、繰り上げされ中華民国空軍総司令だった厳明は二級上将で、2013年1月16日から同年8月7日まで参謀総長に就き、翌8月8日に前任者の不祥事で、行政院（中国国民党）国防部長に昇格した（2015年1月30日まで）、なお各・後任の高広圻は海軍二級上将である。

中華民國陸軍二級上將の肩章
中華民國海軍二級上將の肩章
中華民国海軍陸戦隊二級上將の肩章
中華民國空軍二級上將の肩章